# Перший міністр
Перший міністр (англ. First Secretary of State) — почесна посада, яка іноді використовується в уряді Сполученого Королівства. Посада, яка передбачає перевагу над усіма іншими міністрами, не має конкретних повноважень.
Нині посада не використовується, останнім першим міністром був Домінік Рааб, який був призначений прем'єр-міністром Борисом Джонсоном на додаток до його призначення міністром закордонних справ після загальних виборів 2019 року.

## Список перших державних секретарів
| Ім'я                        | Ім'я                        | Зображення                  | Час на посаді  | Час на посаді   | Політична партія              | Інша міністерська посада                                                       | Прем'єр-міністр | Прем'єр-міністр                  |
| --------------------------- | --------------------------- | --------------------------- | -------------- | --------------- | ----------------------------- | ------------------------------------------------------------------------------ | --------------- | -------------------------------- |
|                             | Реб Батлер                  |                             | 13 липня 1962  | 18 жовтня 1963  | Консерватори                  | Заступник прем'єр-міністра                                                     |                 | Гарольд Макміллан                |
| Посада не використовувалась | Посада не використовувалась | Посада не використовувалась | 1963–1964      | 1963–1964       |                               |                                                                                |                 | Алек Дуглас-Г'юм                 |
|                             | Джордж Браун                |                             | 16 жовтня 1964 | 11 серпня 1966  | Лейбористи (заступник лідера) | Міністр економіки                                                              |                 | Гарольд Вільсон                  |
|                             | Майкл Стюарт                |                             | 11 серпня 1966 | 6 квітня 1968   | Лейбористи                    | Міністр економіки (до серпня 1967) Міністр закордонних справ (до березня 1968) |                 | Гарольд Вільсон                  |
|                             | Барбара Кестл               |                             | 6 квітня 1968  | 19 червня 1970  | Лейбористи                    | Міністр зайнятості та продуктивності                                           |                 | Гарольд Вільсон                  |
| Посада не використовувалась | Посада не використовувалась | Посада не використовувалась | 1970–1995      | 1970–1995       |                               |                                                                                |                 | Едвард Хіт                       |
| Посада не використовувалась | Посада не використовувалась | Посада не використовувалась | 1970–1995      | 1970–1995       | Гарольд Вільсон               |                                                                                |                 |                                  |
| Посада не використовувалась | Посада не використовувалась | Посада не використовувалась | 1970–1995      | 1970–1995       | Джеймс Каллаган               |                                                                                |                 |                                  |
| Посада не використовувалась | Посада не використовувалась | Посада не використовувалась | 1970–1995      | 1970–1995       | Маргарет Тетчер               |                                                                                |                 |                                  |
| Посада не використовувалась | Посада не використовувалась | Посада не використовувалась | 1970–1995      | 1970–1995       | Джон Мейджор                  |                                                                                |                 |                                  |
|                             | Майкл Хезелтайн             |                             | 20 липня 1995  | 2 травня 1997   | Консерватори                  | Заступник прем'єр-міністра                                                     |                 |                                  |
| Посада не використовувалась | Посада не використовувалась | Посада не використовувалась | 1997–2001      | 1997–2001       |                               |                                                                                |                 | Тоні Блер                        |
|                             | Джон Прескотт               |                             | 8 червня 2001  | 27 червня 2007  | Лейбористи (заступник лідера) | Заступник прем'єр-міністра (з травня 1997)                                     |                 | Тоні Блер                        |
| Посада не використовувалась | Посада не використовувалась | Посада не використовувалась | 2007–2009      | 2007–2009       |                               |                                                                                |                 | Гордон Браун                     |
|                             | Пітер Мандельсон            |                             | 5 червня 2009  | 11 травня 2010  | Консерватори                  | Міністр у справах бізнесу, інновацій та навичок Лорд-голова Таємної ради       |                 | Гордон Браун                     |
|                             | Вільям Хейг                 |                             | 12 травня 2010 | 8 травня 2015   | Консерватори                  | Міністр закордонних справ (до липня 2014) Лідер Палати громад (з липня 2014)   |                 | Девід Кемерон (коаліційний уряд) |
|                             | Джордж Осборн               |                             | 8 травня 2015  | 13 липня 2016   | Консерватори                  | Канцлер казначейства                                                           |                 | Девід Кемерон                    |
|                             | Деміан Ґрін                 |                             | 11 червня 2017 | 20 грудня 2017  | Консерватори                  | Міністр канцелярії кабінету                                                    |                 | Тереза Мей                       |
|                             | Домінік Рааб                |                             | 24 липня 2019  | 15 вересня 2021 | Консерватори                  | Міністр закордонних справ                                                      |                 | Борис Джонсон                    |